# Ioan Buhuș
 Ioan Buhuș (d. 1716) a fost un boier moldovean, care a deținut mai multe dregătorii înalte, printre ele și cea de mare-logofăt. A fost în mai multe rânduri caimacam al Moldovei, printre altele în perioada 17 octombrie 1709 - 25 ianuarie 1710. Fiu al lui Nicolae Buhuș și al Mariei, fiica lui Chiriac Sturza. 
A fost numit caimacan în 1709, după ce domnul Mihail Racoviță a fost mazilit. Situația s-a înrăutățit repede, pentru că boierii moldoveni pribegi în Țara Românească s-au întors în Moldova pentru a-i pedepsi pe susținătorii lui Racoviță.